# El Mal
"El Mal" é uma canção apresentada no filme francês de língua espanhola de 2024 Emilia Pérez. Escrita por Clément Ducol e Camille, com o escritor e diretor de Emilia Pérez Jacques Audiard co-escrevendo as letras, é interpretada em caráter pelas atrizes Zoe Saldaña e Karla Sofía Gascón, com Camille fornecendo vocais de apoio. Uma canção de rap rock, vê a personagem de Saldaña refletir sobre a hipocrisia dos criminosos que contribuem para a organização sem fins lucrativos fundada pela personagem de Gascón, Emilia Pérez, enquanto esta última simultaneamente faz um discurso público para os ditos criminosos durante um evento dedicado a ajudar as pessoas.
Apontada como uma das melhores canções do filme, "El Mal" recebeu várias indicações relacionadas a prêmios de cinema. "El Mal" ganhou o Oscar de melhor canção original, o Critics' Choice Movie Award de melhor canção e o Globo de Ouro de melhor canção original. Além disso, Saldaña, que ganhou um Oscar por sua atuação no filme, ganhou o Hollywood Music in Media Award de Melhor Canção - Performance na Tela (Filme) por sua atuação em "El Mal".

## Composição
"El Mal" foi composta durante a pré-produção com Camille realizando um scratch áspero. Depois que a dupla conheceu Saldaña, ela os ajudou fornecendo o arranjo certo para a música. A versão de Saldaña consistia em uma fusão de gêneros, mas com um arranjo eletrônico, que começa com uma "representação absurda e rápida d[a canção de Bob Dylan de 1965] 'Subterranean Homesick Blues'" e um "mais funky, mais irônico, tipo Talking Heads" terminando com uma melodia de hip-hop. Audiard, no entanto, sentiu que a música deveria ser mais acústica e áspera. Eles então refizeram a música com uma banda de rock ao vivo, que combinava com os vocais de Saldaña. Camille acrescentou que Saldaña tinha uma "voz super rítmica e afiada" que combinava com seu personagem e com a música também. "El Mal" foi decifrado como uma condenação veemente de assassinos, políticos que contribuíram para o cartel de drogas, e os perigos das vítimas foram descritos na letra da música, que Camille, repetindo a letra várias vezes, "sentiu vontade de vomitar". Ducol descreveu ainda mais o contexto da música, acrescentando:
"O que eu gosto em 'El Mal' é que estamos falando de coisas que são bem duras, e de repente, nos encontramos diante de um verdadeiro número musical, e entendemos que não estamos mais em um cinema baseado na realidade. Há dança, e há canto, e há pulos para cima e para baixo nas mesas, e todos os outros personagens se tornam como marionetes no [teatro] japonês. O espectador ganha consciência da história em um nível mais profundo".

## Recepção crítica
Stephanie Zacharek mencionou na Time que o número musical é inspirado em filmes de Bollywood, com seu tema destacando a hipocrisia dos doadores que comparecem a um jantar beneficente destinado a ajudar a erradicar os crimes que cometem, uma opinião compartilhada por sua colega Lucy Ford. Da mesma forma, Michael Ordoña do Los Angeles Times descreve "El Mal" como uma "denúncia de rock-rap espetacular de hipocrisia venenosa". O crítico Carlos Sousa no The New York Sun pensou que a interpretação da música por Saldaña "poderia ser o ponto alto do filme".
Amelia Hansford, do PinkNews, elogiou a cinematografia do tema musical, bem como a performance de Saldaña, mas criticou que a cena apenas "mascara as falhas do filme em abordar temas sérios para os quais ele não está preparado". Josh Kerwick observou em sua crítica do Star Observer que "El Mal" exemplifica os "poucos altos e muitos baixos" do filme. Ele ressaltou que o número musical revela a corrupção em torno do enredo do filme pela primeira vez, mas após a performance, ele nunca mais é abordado.